# آنا بوگ
آنا ویکسل بوگ (انگلیسی: Anna Bugge؛ ۱۷ نوامبر ۱۸۶۲ – ۱۹ فوریهٔ ۱۹۲۸) یک یک فمینیست، وکیل، سیاستمدار و دیپلمات اهل نروژ و سوئد بود.
او به تأسیس انجمن مناظره اسکولد در دبیرستان کمک کرد و به عنوان رئیس انجمن نروژی حقوق زنان (ژانویه ۱۸۸۸ تا ژوئن ۱۸۸۹) پس از بحث در مورد اخلاقیات که با استعفای راگنا نیلسن ایجاد شد، خدمت کرد.
او در سال ۱۸۸۹ به سوئد نقل مکان کرد و یک وکیل و دیپلمات سوئدی و نخستین عضو زن در کمیسیون مأموریت دائمی جامعه ملل شد.

## زندگی
باگ در ایگشن نروژ به دنیا آمد. علاقهٔ ویژهٔ او به اصلاحات مشخص؛ بیشتر به دلایل اجتماعی و اقتصادی سرکوب زنان مشغول بود تا بحث‌های معنوی در مورد اخلاق و قوانین رفتاری. او در مقالاتی از نشریه NAWR Nylænde، بر استقلال اقتصادی زنان به عنوان یک ضرورت برای رهایی آنها تأکید کرد. به همین دلیل او به آموزش و سازماندهی زنان نیز مشغول بود. او یکی از معلمان «آموزش رایگان برای زنان» بود که توسط سایر فمینیست‌ها آغاز شده بود. او سخنرانی‌هایی در مورد آموزش حرفه‌ای زنان برگزار کرد و تأکید کرد که زنان باید به عنوان شاگرد در کاردستی مجاز باشند. در نایلنده، او با صمیمیت در مورد صندوق بازنشستگی برای خانه‌داران صحبت کرد. باگ فعالانه در ترویج حق رای زنان شرکت کرد و در سال ۱۸۸۸ به عنوان عضوی از Kvindestemmeretsforening (انجمن برای حق رای زنان) به نروژ سفر کرد تا این هدف را بیشتر ترویج کند.